# Animaniacs (serie animata 2020)
Animaniacs è una serie televisiva d'animazione statunitense sviluppata da Wellesley Wild e Steven Spielberg per la piattaforma streaming Hulu. Il cartone è un reboot dell'omonima serie televisiva andata in onda tra il 1993 e il 1998 e vede ritornare i tre fratelli Warner (Yakko, Wakko e Dot) e Mignolo e Prof. Sono state prodotte tre stagioni. La prima stagione è stata pubblicata il 20 novembre 2020, la seconda è stata pubblicata il 5 novembre 2021, e la terza ed ultima è stata pubblicata il 17 febbraio 2023.

## Trama
Dopo 22 anni di assenza, i fratelli Warner, Yakko e Wakko e la loro sorellina Dot, tornano a seminare zizzania negli studi Warner Bros., ora sotto la direzione di un nuovo direttore. I tre non hanno perso il lato stravagante e caotico che da sempre li contraddistingue e devono adeguarsi ai cambiamenti del nuovo secolo. La maggior parte degli episodi è composta da tre sketch: due con protagonisti Yakko, Wakko e Dot, e un terzo con Mignolo e Prof al centro della storia.

## Personaggi
- Yakko: il fratello maggiore leader del trio che ama cantare canzoni istruttive. Doppiato da Rob Paulsen.
- Wakko: il fratello mezzano solito a ingoiare tutto. Doppiato da Jess Harnell.
- Dot: la dolce sorellina, doppiata da Tress MacNeille.
- Prof: un topo dalla mente brillante che mira al dominio del mondo. Doppiato da Maurice LaMarche.
- Mignolo: un topo imbranato che assiste Prof. Doppiato da Rob Paulsen.
- Dr. Scratchansniff: lo psichiatra dello Studio. Doppiato da Rob Paulsen.
- Ralph T. Guardia: la sciocca e grassa guardia dello Studio. Doppiato da Frank Welker.
- Pollo Boo: un enorme pollo che si veste da umano per non dare nell'occhio, unico personaggio secondario del cast originale a tornare dopo essersi sbarazzato degli altri. Doppiato da Frank Welker.
- Nora Rita Norita: la nuova CEO dello Studio, succeduta a Thaddeus Plotz. Doppiata da Stephanie Escajeda.

## Episodi
La serie ha debuttato il 20 novembre 2020. La seconda stagione ha debuttato il 5 novembre 2021. La terza ed ultima stagione ha debuttato il 17 febbraio 2023.
| Stagione         | Episodi | Pubblicazione USA |
| ---------------- | ------- | ----------------- |
| Prima stagione   | 13      | 2020              |
| Seconda stagione | 13      | 2021              |
| Terza stagione   | 10      | 2023              |

## Produzione
L'idea di riportare di nuovo in auge Animaniacs con un reboot circolava già presso Amblin Television e Warner Bros. Animation nel maggio 2017. La serie originale infatti era stata caricata su Netflix nel 2016 e godeva ancora di ottimi consensi. Il revival è stato annunciato ufficialmente da Hulu nel gennaio 2018 in collaborazione con Spielberg e Warner Bros. Animation. A loro si è aggiunta la Amblin Television e Wellesley Wild, uno sceneggiatore de I Griffin. Wild voleva che il progetto fosse il più fedele possibile alla serie originale. Spielberg è stato presente a ogni incontro e ha insistito affinché venisse reclutato il vecchio cast di doppiatori e la colonna sonora e che il nuovo progetto avesse anche riferimenti, sia pur satirici, di natura politica. I personaggi destinati al ritorno in scena sono i tre fratelli Warner e Mignolo e Prof. Tutti gli altri secondari (ad eccezione di Pollo Boo) non sono stati reintegrati. Una terza stagione è stata annunciata ormai nel 2021. Il 14 agosto dello stesso anno, i doppiaggi in spagnolo latinoamericano e portoghese brasiliano sono stati pubblicati su HBO Max.

## Accoglienza
La serie è stata accolta con recensioni generalmente positive da critici, elogiando il doppiaggio, la colonna sonora e l'animazione. Sull'aggregatore di recensioni Rotten Tomatoes, la prima stagione ha ottenuto il 79% delle recensioni professionali positive, basata su 34 recensioni professionali.
Alcuni critici hanno affermato che il nuovo prodotto difetta del fascino dello show originale e sente l'influenza di produzioni più recenti come I Griffin. Alan Sepinwall del Rolling Stone ha molto apprezzato i segmenti di Mignolo e Prof, mostrandosi però insoddisfatto di quelli con protagonisti i Warner.